# Ardisia grisebachiana
Ardisia grisebachiana là một loài thực vật có hoa trong họ Anh thảo. Loài này được (Kuntze) Alain mô tả khoa học đầu tiên năm 1955.